# 草野文男
草野 文男（くさの ふみお、1915年5月24日 - 1996年8月21日）は、中国研究者。

## 経歴
出生から修学期
1915年、福島県いわき市で生まれた。法政大学に進学するが、1939年に中退。中央大学に移るが、1941年に中退。北京大学で学ぶが、中退。
現代中国研究者として
その後、外務省に入省し、情報部、調査部、調査局で勤務。その後、拓殖大学政経学部助教授に転じた。1960年、学位論文『中共計画経済の実証的研究』を拓殖大学に提出して経済学博士号を取得。後に教授昇格。1987年に拓殖大学を退任し、名誉教授。となった。1996年8月21日、肺癌のため死去。

## 著書

### 著書
- 『抗日支那相剋の現勢』人文閣 1942
- 『支那事変史研究：統一戦線支那の分析』人文閣 1944
- 『支那辺区の研究』国民社 1944
- 『国共論：国共両党の合作と相剋』世界思潮社 1947
- 『新中国の片貌』明倫閣 1947
- 『中国戦後の動態』教育出版 1947
- 『濁流に泳ぐ中国労働者：中国戦後の労働運動・中国労働運動の回顧』労働出版部(労働民主シリーズ) 1948
- 『中共十年の生態』労働出版部(労働民主シリーズ) 1948
- 『アジアの叛乱』養徳社 1951
- 『中共経済研究』明玄書房 1962
- 『中共計画経済』拓殖大学海外事情研究所 1962
- 『中共社会研究』 （私家版） 1966
- 『続・中共社会研究』（私家版） 1967
- 『毛沢東思想と文化大革命』（私家版） 1968[6]
- 『中国研究入門』（私家版） 1970
- 『現代中国経済』早稲田大学出版部 1972
- 『中国社会主義経済』早稲田大学出版部 1976
- 『中国経済の構造と機能』御茶の水書房 1982
- 『現代中国経済史研究』御茶の水書房 1985[7]
- 『近代中国と帝国主義』（私家版） 1994

共編著
- 『中共の全貌：最新中共研究』上別府親志共著、共栄社出版部 1951
- 『現代中国革命史：人民政府の成立について』小竹文夫共著 弘文堂(アテネ新書) 1958
- 『拓殖大学八十年史』拓殖大学創立八十周年記念事業事務局編 1980

訳書
- 『支那民族構成史』(支那文化叢書 2) 宋文炳著、人文閣 1940

雑誌論文
- 草野1964「中共農業の近代化（技術化）に関する研究」『KDKシリーズ』3号
- 草野1987「中国研究と日中関係について：私の最終講義」『拓殖大学論集』167号

新聞記事
- 『毛首席暗殺陰謀の眞相：草野氏が語る中共の血の粛清』昭和26年8月21日付け毎日新聞